# Stadsmuur van Montfoort
De stadsmuur van Montfoort is een stadsmuur die in vroegere tijden diende als bescherming tegen belegeringen en kanonsvuur. Om de stadsmuur lag ook een gracht. De muur heeft in de loop van de geschiedenis zijn functie verloren en is daarom grotendeels afgebroken. Op enkele plaatsen in Montfoort zijn losse delen van de muur bewaard gebleven.

## Stadspoorten
In de stadsmuur waren op enkele plaatsen poorten aangebracht om toegang te verlenen tot de stad. Hiervan zijn de Heeswijkerpoort en de Willeskopperpoort in de negentiende eeuw afgebroken. De IJsselpoort is wel bewaard gebeleven. De Waterpoort is in de vorm van een stenen brug nog zichtbaar.

## Overzicht van overblijfselen van de stadsmuur
| Afbeelding | Straat             | Coördinaten                    | Rijksmonument |
| ---------- | ------------------ | ------------------------------ | ------------- |
|            | Molenstraat        | 52° 02′ 34″ NB, 04° 56′ 49″ OL | 30062         |
|            | Molenstraat        | 52° 02′ 34″ NB, 04° 56′ 48″ OL | 30063         |
|            | Molenstraat / N228 | 52° 02′ 36″ NB, 04° 56′ 53″ OL | 30064         |
|            | Achterdijk         | 52° 02′ 37″ NB, 04° 56′ 46″ OL | 30065         |
|            |                    | 52° 02′ 36″ NB, 04° 57′ 0″ OL  | 30066         |
|            |                    | 52° 02′ 46″ NB, 04° 57′ 9″ OL  | 30067         |

## Kaart
Alkmaar · Amsterdam · Borculo · Bredevoort · Coevorden · Enschede · Haarlem · Hattem · 's-Hertogenbosch · Huissen · Klundert · Lochem · Maastricht · Montfoort · Naarden · Ommen · Ootmarsum · Rhenen · Roermond · Rijssen 
· Sittard · Sneek · Steenbergen · Terborg · Valkenburg · Zaltbommel · Zwolle